# Карл Густав Юнг
Карл Густав Юнг (на немски: Karl Gustav Jung) е швейцарски психолог и психиатър от немски произход, близък сътрудник на Зигмунд Фройд от 1907 до 1912 г.
Създава направление в психологията, наречено „аналитична психология“. Юнг изследва и пише за митология, религия, антропология, приказки, алхимия, сънища и др. Личността на Юнг е една от най-големите загадки на XX век и буди големи противоречия. Провъзгласяван от много като един от най-големите и дълбоки мислители не само на времето си, той е ненавиждан от други, отхвърлящи писанията му като наукоподобен мистицизъм и чиста фантазия. Последното се дължи най-вече на работата на Юнг с алхимични текстове и интереса му към ведическите традиции на Изтока, астрологията и религиите. Дори и най-големите опоненти на швейцареца обаче не могат да отхвърлят с лека ръка огромните му енциклопедични познания и интереси в областта на митовете, сънищата, философията, психологията, антропологията и изкуството, а също и ранния му принос в психиатрията. Юнг е една от най-влиятелните фигури в дълбинната и трансперсоналната психология, също така се радва на огромен интерес от страна на различни контракултурни движения, които ценят високо идеите му за колективното несъзнателно, архетиповете, сянката, индивидуацията и др.

## Биография
Роден на 26 юли 1875 г. в Кесвил, Швейцария, в немскоезично семейство на евангелистки пастор. Учи медицина в Базелския университет, след което специализира психиатрия. След завършването си започва работа в психиатрична клиника в Цюрих. Юнг е определян като самотно и интровертно дете, чиито спомени от детството оставят огромен отпечатък върху по-късния му живот.
През 1907 г. се запознава със Зигмунд Фройд и започва да посещава седмичните му семинари. Така става част от влиятелния виенски психоаналитичен кръг. Контактите с Фройд продължават до октомври 1914 г., когато Юнг подава оставка като председател на Международната психоаналитична асоциация. Сериозно несъгласие между двамата се появява през 1912 г. със статията на Юнг Wandlungen und Symbole der Libido (Psychology of the Unconscious, 1916), в която той се противопоставя на основните идеи на психоанализата. Една от изтъкваните причини от защитниците на Юнг за разрива помежду им е неспособността на Фройд да приеме, че човешката психика може да бъде различна от тази, постулирана от фройдианската психоанализа. Така Юнг се разделя с Фройд и поставя началото на „аналитичната психология“. През 1948 г. основава в Цюрих института „Юнг“, който ръководи до самата си смърт.

### Ранни години

#### Детство
Карл Густав Юнг е роден в Кесвил, намиращ се в швейцарския кантон Тургау, на 26 юли 1875 г. като второто родено и първо оцеляло дете на Paul Achilles Jung и Емили Прайсверк. Емили е била най-малкото дете на Самюел Прайсверк и неговата жена. Самюел Прайсверк е бил богат специалист и професор, при който Paul Achilles Jung е изучавал иврит. Бащата на Юнг е бил беден провинциален пастор от Швейцарската реформирана църква, докато майка му е израснала в богато швейцарско семейство.
Когато Юнг е на 6 месеца, баща му е назначен в по-престижната енория в Лауфен, но напрежението между родителите на Юнг расте. Емили Юнг е била ексцентрична и депресивна жена; прекарвала голяма част от времето си в нейната спалня, където казвала, че духовете я посещавали нощем. Юнг имал по-добра връзка с баща си. Въпреки че била нормална през деня, Юнг казва, че през нощта майка му ставала странни и мистериозна. Юнг твърди, че една вечер видял леко сияеща и неясна фигура да излиза от нейната стая, с глава, отделена от врата и плаваща във въздуха пред тялото.
Майката на Юнг напуснала Лауфен за няколко месеца поради хоспитализация близо до Базел за неуточнена физическа болест. Баща му отнесъл детето да бъде гледало от неомъжената сестра на Емили Юнг в Базел, но по-късно той бил пак върнат в дома на баща си. Продължаващите пристъпи на разсеяност и депресивно настроение на Емили Юнг повлияли нагласата на сина ѝ към жените – той възприемал една „вродена ненадеждност“ в жените. Това е нагласа, която по-късно той определя като „недъга, с който започнах“. Той вярвал, че това е спомогнало за неговите понякога патриархални нагласи към жените, но тези нагласи са били общоприети в неговото общество. След 3 години живот в Лауфен, Паул Юнг поискал прехвърляне; бил изпратен в Клайнхунинген, близо до Базел, през 1879 г. Смяната на мястото довело Емили Юнг до по-близък контакт със семейството ѝ и това повдигнало нейната меланхолия.
Юнг бил самотно и интровертно дете. Още от детството си той вярвал, също както майка му, че има две личности – на съвременен швейцарски гражданин и личност, която по-скоро принадлежи на XVIII век. „Личност номер 1“, както той я наричал, била типичен ученик, живеещ в сегашната ера. „Личност номер 2“ е бил горд, авторитетен и влиятелен мъж от миналото. Въпреки че Юнг е бил близък и с двамата си родители, той бил разочарован от академичния подход на баща му към вярата.
Някои детски спомени оставили доживотен отпечатък в него. Като момче той издялал малка човешка фигура в края на дървената си линия за училище и я сложил в кутията си за моливи. Добавил и камък, който бил боядисал на две – горна и долна част – и скрил кутията на тавана. Периодично се връщал при фигурката, често носейки със себе си малки парчета хартия със съобщения, записани на неговия собствен таен език. По-късно Юнг обмисля, че тези ритуални действия водели със себе си чувството на вътрешен мир и сигурност. Години по-късно той открил, че има съответствия между тези негови изживявания и практиките, асоциирани с тотемите в туземните култури, като например събирането на камъни-души близо до Арлесхейм или предметите tjurunga от Австралия. Той заключил, че неговите интуитивни церемониални действия са били безсъзнателен ритуал, който той практикувал по начин, който бил поразително близък до тези, практикувани на далечни места, за които, като момче, не знаел нищо. Неговите заключения относно символи, психологически архетипи и колективното несъзнавано били вдъхновени отчасти от тези преживявания.
На 12-годишна възраст малко преди края на първата му година в хуманитарната гимназия в Базел Юнг е бил бутнат на земята от друго момче, толкова силно, че за момент изгубил съзнание (Юнг по-късно оценява, че инцидентът бил индиректно негова вина). Тогава му минало през главата „сега няма нужда да ходиш на училище“. Оттогава нататък всеки път, когато отивал към училище или започвал да пише домашното си, той припадал. Така останал вкъщи в продължение на 6 месеца, докато веднъж дочул баща си да говори загрижено на негов гостенин, че е притеснен за бъдещите способности на момчето да поддържа себе си. Предполагали, че имал епилепсия. Изправен пред реалността на бедността на семейството му, Юнг осъзнал нуждата от академичен успех. Той отишъл в кабинета на баща си и се зачел в латинска граматика. Припаднал още 3 пъти, но в крайна сметка превъзмогнал импулса и не припаднал повече. Тази случка, припомня си по-късно Юнг, е, когато е научил какво е невроза.

#### Университетски години и начало на кариерата
Юнг не е смятал да учи психиатрия, защото не се е смятало за престижно тогава. Но, докато четял учебник по психиатрия, бил много развълнуван, когато открил, че психозите са болести на личността. Тя му се сторила много интересна – тази дисциплина включвала в себе си както биологичното, така и духовното, точно това, което той е търсел. През 1895 г. Юнг започва да учи медицина в Университета на Базел.
През 1900 г. Юнг започва да работи в психиатричната клиника Бюргхолци в Цюрих заедно с Ойген Блойлер. По това време Блойлер вече бил в комуникация с австрийския невролог Зигмунд Фройд.
Дисертацията на Юнг, публикувана през 1903 г., е била наречена „Върху психологията и патологията на тъй наречения окултен феномен“. През 1906 г. Публикува „Проучвания на асоциациите с думи“ през 1906 г. и по-късно изпраща копие от книгата на Фройд. В крайна сметка между по-възрастния Фройд и Юнг се изградило близко приятелство и силна професионална връзка, които оставили значително находище от кореспонденции. За шест години те сътрудничат в работите си. Но през 1912 г. Юнг публикува „Символи и промени на либидото“ (позната на английски като „Психология на несъзнаваното“, в по-късния преработен вариант на български „Символи на промяната“), от която стават явни теоретичните различия между двамата. Впоследствие тяхното лично и професионално приятелство пропаднало – и двамата заявяват, че другият не е способен да признае, че е възможно да греши. След кулминацията на това скъсване, Юнг преминава през трудна и съществена психологическа трансформация, обострена от избухването на Първата световна война. Хенри Елънбъргър нарича това интензивно преживяване „творческа болест“ и го сравнява с онзи период на Фройд, който самият той нарича неврастения или хистерия.

#### Служба по време на войната
По време на Първата световна война Юнг е привикан за военен лекар и скоро става комендант (commandant) на пленнически лагер за британски офицери и войници (швейцарската неутралност задължавала швейцарците да задържат всички войници, независимо от коя страна на конфликта, които са преминали през тяхната граница, при опит да избегнат залавяне). Юнг полага усилия, за да подобри условията на войниците, заседнали на неутрална територия, и ги окуражава да посещават университетски курсове. По това време Юнг започва да рисува първите си мандала рисунки.

### Брак
През 1903 г. Юнг се жени за Емма Раушенбах, дъщеря на богато семейство от Швейцария. Имат пет деца: Агате, Грет, Франц, Мариане и Хелене. Бракът продължава до смъртта на Емма през 1955 г.
По време на брака си Юнг е имал извънбрачни връзки. Връзките му със Сабина Шпилрайн и Тони Волф са най-известните.

### Изолация в средата на живота
Заради публикуването на „Промени и символи на либидото“ през 1912 г. се случва раздялата между Юнг и Фройд. Писмата, които са си изпращали, показват отказа на Фройд да разгледа идеите на Юнг. Това отхвърляне води до онова, което Юнг описва в „Сънища, спомени, мисли“ като шумно неодобрение. Всеки, който познавал, се отдалечил от него, с изключение на двама негови колеги. Юнг описва книгата си като „опит, само частично успешен, за създаване на по-широка рамка за медицинската психология и довеждане на целостта на психичния феномен в нейните компетенции“. (Книгата е по-късно редактирана и издадена под името „Символи на трансформацията“ през 1922 г.

### Лондон 1913 – 1914 г.
Юнг води лекции на срещи на Лондонското психо-медицинско общество през 1913 и 1914 г. Пътуванията му скоро биват прекъснати от войната, но неговите идеи продължили да получават внимание в Англия, най-вече чрез усилията на Констанс Лонг. Тогава се превеждат и издават първите английски томове на събраните му трудове.

### Червената книга
През 1913 г., на 38-годишна възраст, Юнг започва да преживява ужасна „конфронтация с несъзнаваното“. Има видения и чува гласове. На моменти се притеснява, че е заплашван от психоза или изпада в шизофрения. В усамотение започва да практикува метода, който по-късно нарича активно въображение. Записва всичко, което чувства или вижда в малки дневници. След това започва да преписва тези бележки в голяма книга, подвързана с червена кожа, над която работи с прекъсвания цели 16 години.
Преди смъртта си Юнг не оставя наставления какво да се случва с т.нар. „Червена книга“. В крайна сметка семейството му я мести в банков трезор през 1984 г. Сону Шамдасани, лондонски историк, в продължение на 3 години се опитва да убеди наследниците на Юнг да публикуват книгата, но те отказват. До средата на септември 2009 г. по-малко от дузина хора са виждали книгата. Улрих Хорни, внук на Юнг, който управлявал архивите на Юнг, решава да я публикува, за да събере допълнителни средства, нужни за основаването на фондация „Филемон“.
През 2007 г. двама техници от DigitalFusion заедно с издателите W.W. Norton & Company сканират ръкописа с 10 200-пикселен скенер. Книгата е публикувана на 7 октомври 2009 г. на немски, с отделен английски превод, заедно с увода и бележките на Шамдасани.
Rubin Museum of Art в Ню Йорк показва оригиналния ръкопис на „Червената книга“, заедно с други от по-малките дневници, от 7 октомври 2009 г. до 15 февруари 2010 г. Според тях „през периода, когато Юнг работи над книгата, се развиват основните му теории за архетиповете, колективното несъзнавано и процеса на индивидуация.“ Две-трети от всяка страница е обрисувана с илюстрациите на Юнг върху текста.

### Последни публикации и смърт
Юнг продължава да публикува книги до края на живота си, включително „Летящи чинии: един модерен мит за неща, видени в небесата“ (1959), в който анализира архетипния смисъл и възможното психологическо значение на съобщенията за наблюдавани НЛО-та. Той също се е радвал на приятелство с английски римокатолически свещеник, пастор Виктор Уайт, който кореспондира с Юнг до издаването на противоречивата му книга „Отговор на Йов“.
Юнг умира на 6 юни 1961 г. в Кюснахт след кратко боледуване.

## Идеи
Швейцарският изследовател на психиката прави редица открития, които днес са дълбоко вкоренени в модерната култура. Юнг първи използва термините екстраверт и интроверт. Той разработва асоциативния тест в психологията и открива констелацията от несъзнавани мотиви, които оказват влияние върху личността, които той нарича психически комплекс. Заедно с Фройд, Юнг е сред първите, които заговарят за странния свят на несъзнаваното. Също така Юнг изковава значението на думи като: персона – маската, която крие истинската личност и синхроничност – изпълнени със смисъл съвпадения.

### Аналитична психология
Виж още Аналитична психология.
Юнг дълго време се радва на благоразположението на Фройд. Постепенно обаче работата му става все по-отдалечена от традиционната психоанализа, а идеите му напускат орбитата, начертана от Фройд. Едно от основните различия между теориите на Фройд и Юнг е по отношение на либидото: Фройд е убеден в неговата сексуална енергия, докато Юнг го разглежда като генерализирана жизнена енергия. Друго различие между двамата е в детерминистичното гледище на Фройд относно влиянието на детството върху личността. Юнг е убеден, че личността е много по-пластична и може да се променя в по-късни етапи на живота.
Една от основните идеи на Юнг е тази за колективното несъзнавано. Той е убеден, че съществува нещо като универсален фонд, който генерира архетипни образи и символи, представящи се в различни точки на време-пространството. Така Юнг обяснява голямото символно и митологично сходство между различни култури, които не са били в достъп една с друга.
Разбирането на Юнг за личността включва:
- съзнателното или Аз, което е само малка частичка от огромния океан на несъзнаваното;
- лично несъзнавано или Сянка – обикновено потиснати преживявания и спомени, неприемливи за Аз-а;
- колективно несъзнавано, съдържащо кумулативния опит на предишните поколения.

В колективното несъзнавано Юнг отличава присъствието на архетипове. Архетипните образи от колективното несъзнавано, които оказват мощно влияние върху динамиката на личността. Техни манифестации са образи и фигури, които понякога могат да нахлуят в съзнанието под формата на сънища, фантазии, халюцинации или да бъдат проектирани върху външни обекти.
Юнг диференцира четири психологически функции – мислене, чувство, усещане и интуиция (Интуиция-Усещане/Мислене-Чувство), от които винаги една е доминираща, а друга спомагателна. Развитието на всички функции според Юнг е телеологичният път и прогрес на душата, въпреки че пълната завършеност е непостижима. Това, заедно с интегрирането на Сянката в съзнателния живот, води до индивидуация и сътворението на по-пълната личност (Selbst), която е по-добре интегрирана от Аз-а. Цялостната личност е символизирана за Юнг в сънищата и различните култури от образът на мандалата.

### Сънища
Сънищата са централен елемент в терапевтичната работа на Юнг, който ги разглежда като „кралския път към несъзнаваното“. Сънят, смята той, е символна картина на моментното състояние на несъзнаваното. Въпреки че до голяма степен стъпва върху идеите на Фройд за тълкуване на сънища, Юнг отказва да признае общовалидността на твърдението, че сънищата изпълняват скрито желание. Юнг смята, че това е валидно само за определен тип сънища, но далеч не за всички. Той смята, че сънят има „компенсиращата функция“ за психиката. Така в повечето случаи сънят балансира едностранчивите нагласи на будното съзнание и носи равновесие. Юнг разграничава сънищата на „големи“ и „малки“. Големите сънища носят голям емоционален заряд и често се помнят за цял живот. Именно в тези сънища Юнг вижда символите на колективното несъзнателно. Съществуват и трети вид „средни“ сънища, които са най-често сънуваните. Те имат структурата на драма и имат четири фази:
Фаза едно (експозиция): Сънят започва с уточнение на мястото, към което се прибавят действащите герои и изходните им позиции. Втората фаза е завръзката, където ситуацията става по някакъв начин оплетена и сложна и напрежението започва да расте. Следва третата фаза на кулминацията или перипетията, където се случва нещо решително или става обрат. В четвъртата фаза напрежението спада, сюжетът намира решение и е доведен до финал.
Филмът на режисьора Дейвид Кроненбърг „Опасен метод“ от 2011 г. хвърля нова светлина върху живота и изследванията на тази велика личност, въплътена на екрана от актьора Майкъл Фасбендър.